# Seez (vattendrag i Schweiz)
Seez är ett vattendrag i Schweiz. Det ligger i den östra delen av landet, 140 km öster om huvudstaden Bern.
I omgivningarna runt Seez växer i huvudsak blandskog. Runt Seez är det ganska tätbefolkat, med 60 invånare per kvadratkilometer.